# Caló
Caló is een taal die door de Roma gesproken wordt. Caló is een mengeling van Romani en de Spaanse taal. Caló heeft ongeveer 75.000 sprekers, waarvan 40.000 in Spanje. De ISO-code bij iso3 is rmr. 